# Kandern

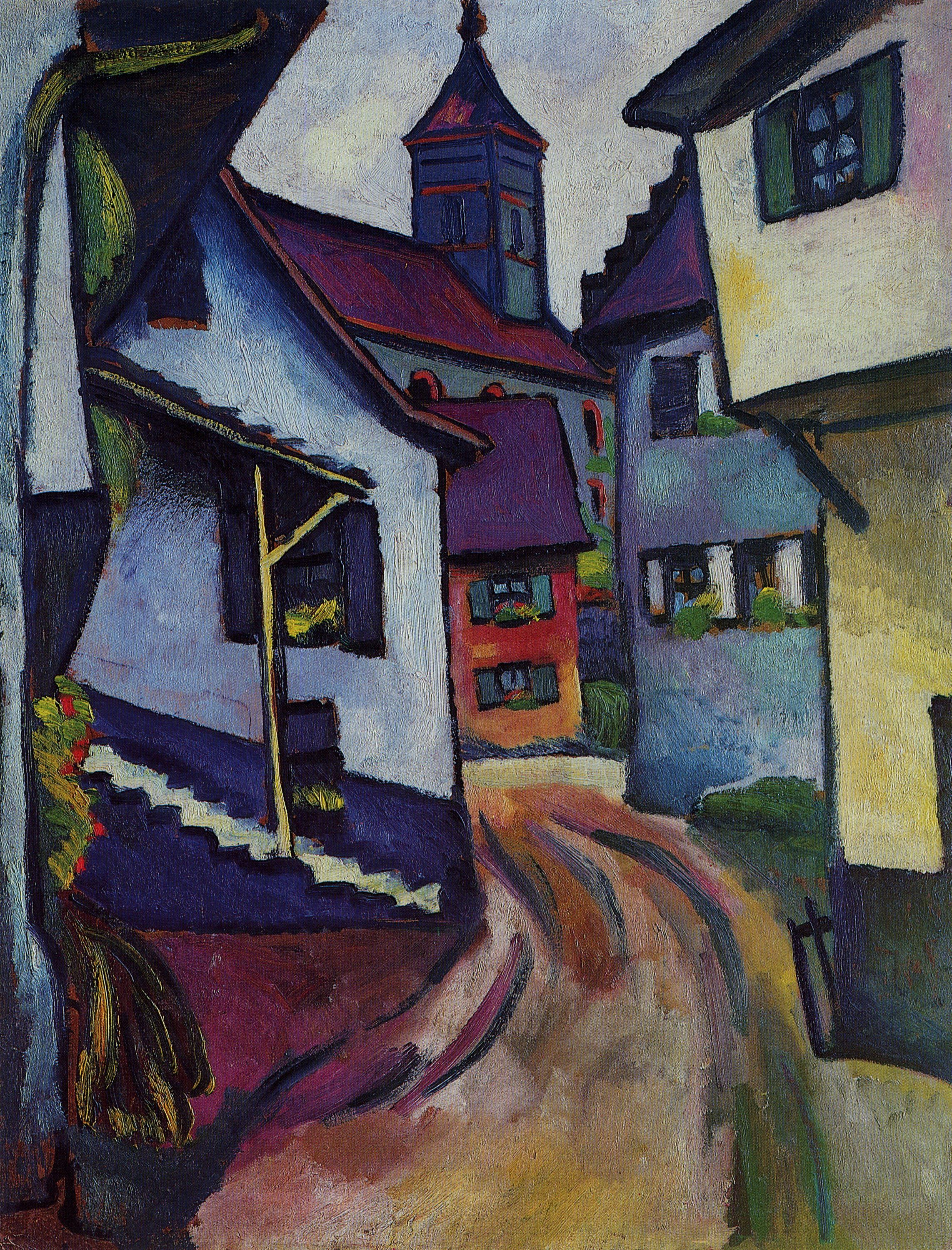

Kandern (în alemanică Chander sau Chandre, în latină Cancer) este un oraș din landul Baden-Württemberg, Germania.

## Istorie
Kandern a schimbat mâini de nenumarate ori. În secolul al VIII-lea aparținea Mănăstirii Lorsch. De-a lungul timpului numeroase abații vor câștiga pământ  în zonă, printre care și Abația Sfântului Gall. Aceasta își va pierde puterea în timp, fiind înlocuită de mănăstirea Sfântului Alban din Basel. Kandern va ajunge mai târziu în posesia casei de Hachberg-Sausenberg, de unde va ajunge în mâinile Marcăi de Baden.